# Септимий Ациндин
Вижте пояснителната страница за други личности с името Григорий Акиндин.
Септимий Ациндин (на латински: Septimius Acindynus; на гръцки: Ἀκίνδυνος, Akindynos) e политик на Римската империя.
Ациндин е преториански префект на Изтока (Oriente) през 338 г. През 340 г. той е консул заедно с Луций Арадий Валерий Прокул. Става управител на Антиохия.
Той построява вила в Баули в Кампания, която после притежава Квинт Аврелий Симах.